# Herta Bothe
Herta Bothe (Teterow, 3 gennaio 1921 – 16 marzo 2000) è stata una militare tedesca durante la seconda guerra mondiale. Fu imprigionata dopo la sconfitta della Germania nazista per crimini di guerra  e fu poi rilasciata anticipatamente il 22 dicembre 1951..

## Biografia
Nacque a Teterow, nel Meclemburgo-Schwerin. Nel 1938, all'età di diciassette anni, lavorava con il padre nella sua piccola falegnameria e per poco tempo anche in una fabbrica prima di diventare infermiera. Nel 1939, entrò a far parte della Lega delle ragazze tedesche.

### Guardia a Ravensbrück-Stutthof
Nel settembre 1942 divenne una SS-Aufseherin, cioè una guardia del campo di concentramento femminile di Ravensbrück. L'ex infermiera seguì un corso di formazione di quattro settimane e fu inviata come sorvegliante al campo di Stutthof, vicino a Danzica, dove divenne nota come la "Sadica di Stutthof" a causa delle sue brutali percosse inflitte ai prigionieri. Nel luglio 1944, fu inviata dall'Oberaufseherin Gerda Steinhoff al campo di concentramento di Bromberg-Ost.
Il 21 gennaio 1945, la ventiquattrenne Herta fu di scorta in una marcia della morte di donne dalla Polonia centrale al campo di concentramento di Bergen-Belsen, vicino a Celle: durante la marcia, lei e le altre prigioniere soggiornarono temporaneamente nel campo di concentramento di Auschwitz, arrivando quindi a Belsen tra il 20 e il 26 febbraio 1945.

### Guardia a Bergen-Belsen

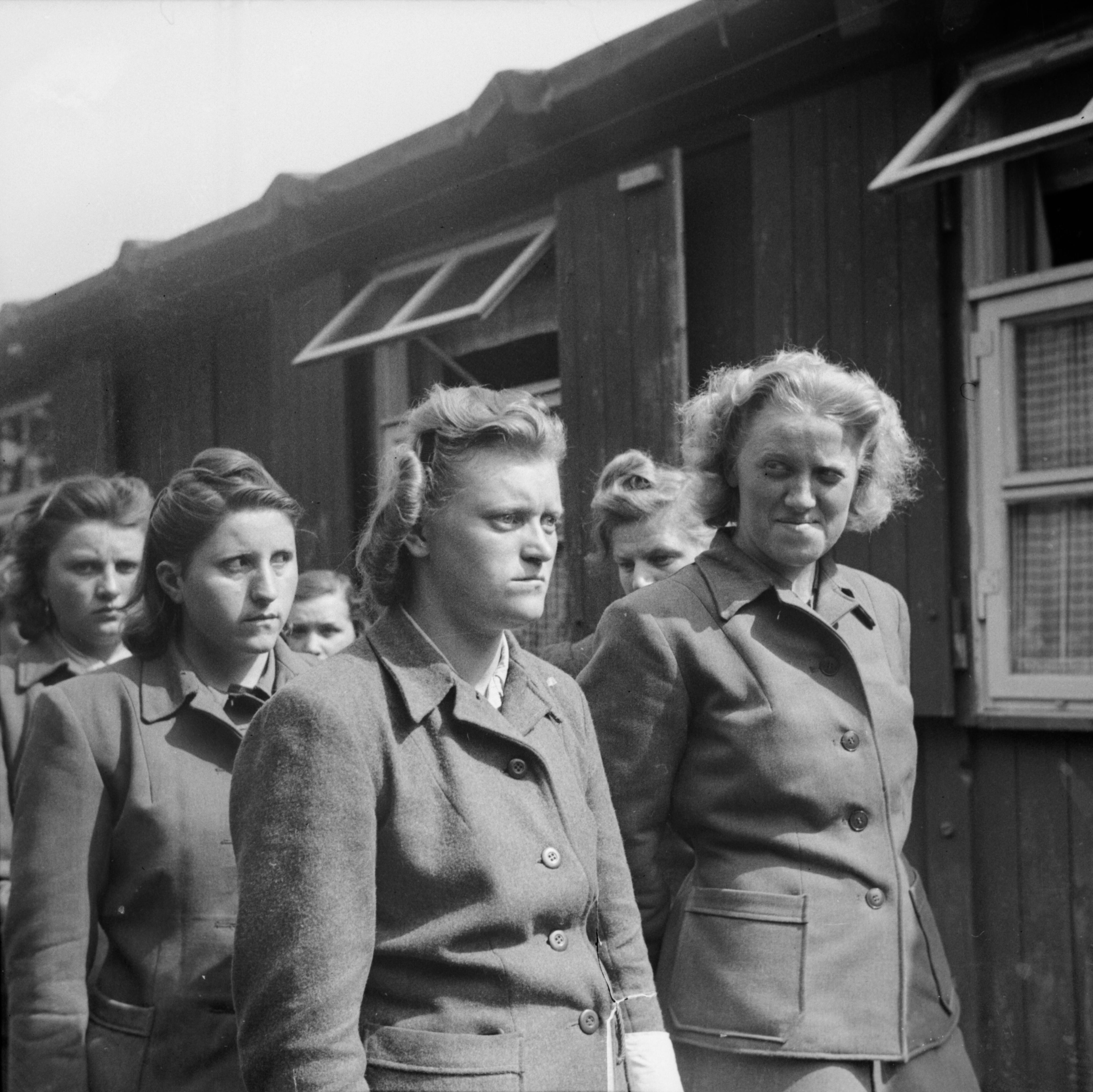
19 aprile 1945. Le guardie del campo di Bergen-Belsen sfilano per la rimozione dei morti. Tra le donne ci sono Hildegard Kanbach (prima da sinistra), Magdalene Kessel (seconda da sinistra), Irene Haschke (al centro, terza da destra), Herta Ehlert (seconda da destra, parzialmente nascosta) e Herta Bothe (prima da destra). Elisabeth Volkenrath era la direttrice del campo e fu condannata a morte. Fu impiccata il 13 dicembre 1945. Irene Haschke fu condannata a 10 anni di reclusione.

Una volta nel campo, supervisionò un gruppo di sessanta donne prigioniere. Il campo fu liberato il 15 aprile 1945.
Data la sua altezza di 1,91 m, sembra che fosse la donna più alta tra le prigioniere, inoltre si distingueva dalle altre Aufseherin perché mentre la maggior parte delle SS indossavano gli stivali neri, lei indossava delle normali scarpe civili.
Gli Alleati la costrinsero a sistemare i cadaveri dei prigionieri nelle fosse comuni adiacenti al campo principale. In un'intervista rilasciata circa sessant'anni dopo, ricordò che durante lo spostamento dei cadaveri non potevano indossare i guanti e lei era terrorizzata dall'idea di contrarre il tifo. Disse anche che i cadaveri erano talmente consumati che braccia e gambe si strappavano quando venivano spostati e ricordò che i corpi emaciati erano ancora abbastanza pesanti da provocarle un forte dolore alla schiena.
Successivamente fu arrestata e portata in prigione a Celle. Al processo di Belsen fu definita come una "sorvegliante spietata". Ammise di aver colpito i detenuti con le mani per punire le violazioni come il furto, ma sostenne di non aver mai picchiato nessuno "con un bastone o una verga" e aggiunse di non aver mai "ucciso nessuno". La sua dichiarazione di innocenza fu ritenuta discutibile, in quanto un sopravvissuto di Bergen-Belsen affermò di averla  vista picchiare a morte un ebreo ungherese con un ceppo di legno, mentre un altro adolescente dichiarò di averla vista sparare a due prigionieri per ragioni che non riusciva a capire. Fu condannata a 10 anni di reclusione e rilasciata il 22 dicembre 1951.

### Nel dopoguerra
Rientrò in Germania con il nome di Herta Lange. Durante un'intervista, registrata nel 1999 ma trasmessa solo alcuni anni dopo, si difese per aver deciso di essere una guardia di un campo di concentramento. Rispose:
Morì nel marzo 2000 all'età di 79 anni.